# En directe des de Bagdad
En directe des de Bagdad (títol original: Live from Baghdad) és un telefilm americà difós l'any 2002. Ha estat doblat al català.

## Argument
Durant la primera guerra del Golf, un productor de la CNN, Robert Wiener, la seva coproductora Ingrid Formanek i el seu equip de periodistes intenten fer passar les informacions malgrat la censura. El 2 d'agost de 1990, les tropes iraquianes envaeixen Kuwait. A Atlanta (Estats Units), Robert Wiener (Keaton), productor de la CNN, convenç al seu cap perquè l'enviï a cobrir el conflicte. Es desplaça a Bagdad amb el seu equip, del que forma part la seva col·lega Ingrid Formanek (Bonham Carter). Els homes de Wiener hauran d'afrontar mil obstacles (logístics, tècnics i polítics) per informar i retransmetre en directe els bombardejos de Bagdad.

## Repartiment
- Michael Keaton: Robert Wiener
- Helena Bonham Carter: Ingrid Formanek
- Lili Taylor: Judy Parker
- David Suchet: Naji Al-Hadithi
- Joshua Leonard: Mark Biello
- Robert Wisdom: Bernard Shaw
- James Waterston: Eric
- Jerry Haleva: Saddam Hussein

## Premis i nominacions

### Premis
- Emmy: 3 premis.
- Sindicat de Productors (PGA): Millor telefilm
- 2002: Sindicat de Directors (DGA): Millor director (Minisèrie/Telefilm)

### Nominacions
- Globus d'Or al millor actor dramàtic per a Michael Keaton.
- Globus d'Or a la millor actriu dramàtica per a Helena Bonham Carter.
- Premis Critics' Choice: Millor pel·lícula per TV.

## Al voltant de la pel·lícula
A causa de la seva semblança amb l'original, Jerry Haleva interpreta aquí per tercera vegada Saddam Hussein després de Hot Shots! 2 l'any 1993 i El gran Lebowski l'any 1998.